# Luftsportverein Eßweiler

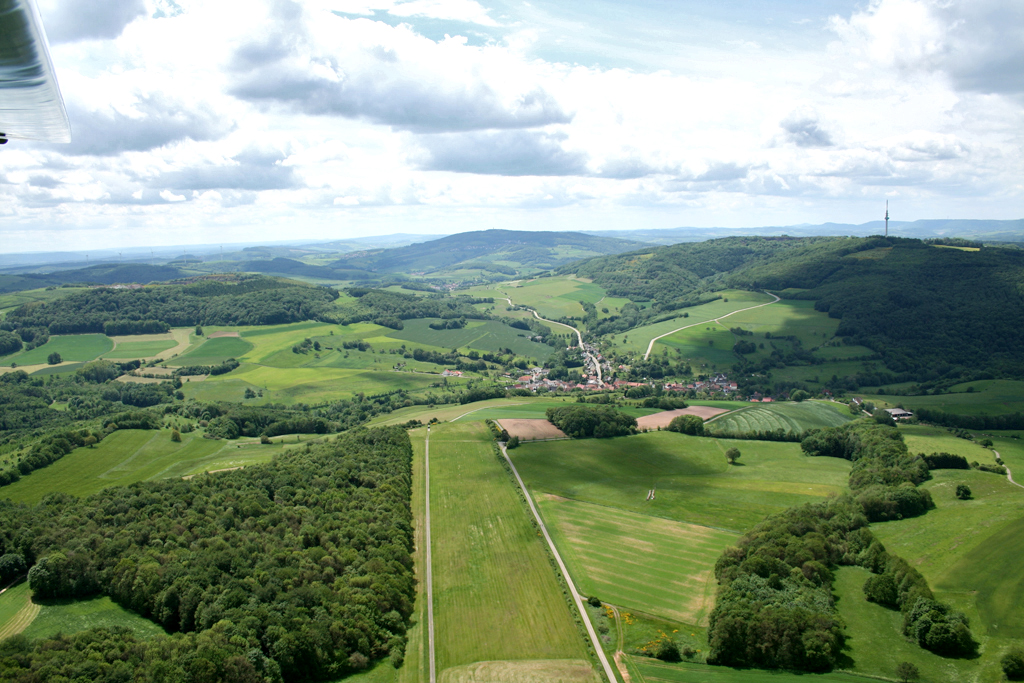
Flugplatz Eßweiler

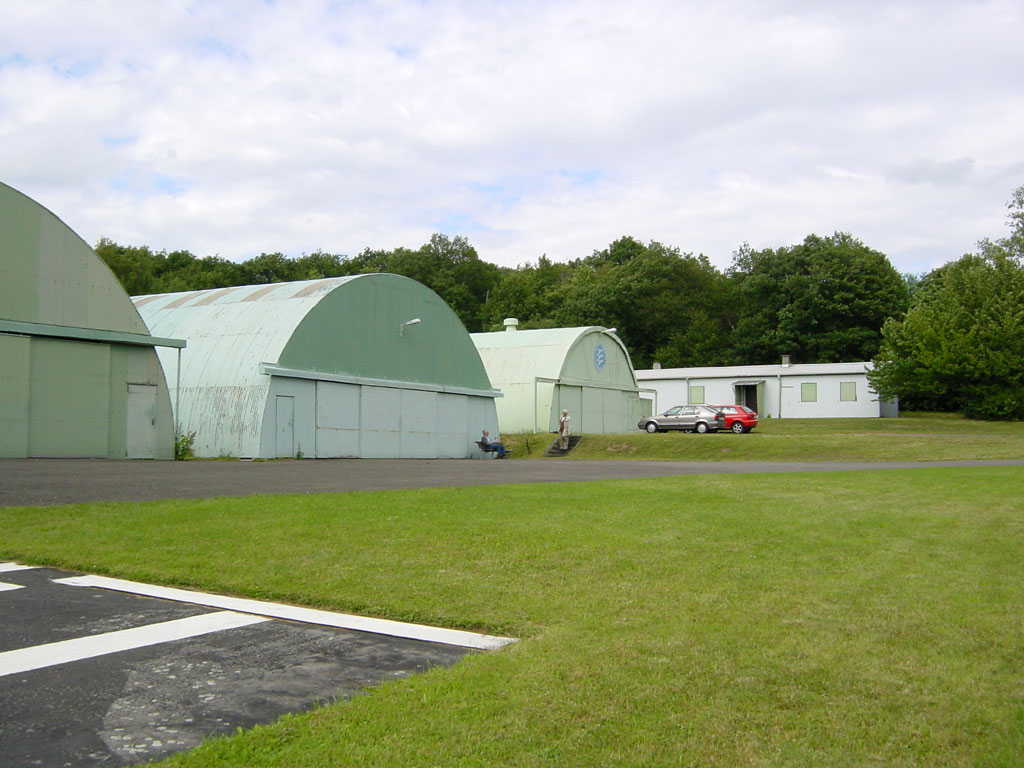
Flugplatz Eßweiler

Der Luftsportverein (LSV) Eßweiler ist hervorgegangen aus dem Luftsportverein Landstuhl, der am 14. Juli 1928 als Luftfahrtverein Landstuhl in der gleichnamigen Stadt gegründet wurde. Der Verein betreibt seit 18. Juli 1963 das vereinseigene Segelfluggelände am Westhang des Königsbergs bei Eßweiler. Der LSV Eßweiler ist Mitglied im Deutschen Aero Club e. V. (DAeC e. V.).

## Geschichte

### Vorkriegszeit
Am 14. Juli 1928 wurde von den Landstuhler Bürgern Vogel, Schlichting, Weber, Scherer, Schuff, Schädler, Kalsch, Oberndorfer, Wagner, Dreyer und Wittemann im Gasthaus Kastner der Luftfahrtverein Landstuhl gegründet. Edmund Ulrich wurde zum ersten Vorsitzenden der Vereinsgeschichte gewählt.
Zehn Monate nach Gründung wurde das erste Segelflugzeug der Öffentlichkeit vorgestellt. Dieses Flugzeug, ein Zögling, wurde auf den Namen Franz von Sickingen getauft. Im Mai 1929 wurden im Landstuhler Bruch die ersten 20 Probestarts mit Höhen bis zu 10 Metern und Flugstrecken bis zu 100 Metern ausgeführt.
Nach diesen Probeflügen wurde zusammen mit anderen Segelfliegergruppen auf dem Elkenkopf bei Schallodenbach geflogen. Dort absolvierte der Zögling am 3. September des gleichen Jahres bereits seinen einhundertsten Flug.
Direkt im Anschluss wurde ein zweites Flugzeug nach den Plänen von Alois Palm gebaut. 1930 wurde das auf den Namen Nanstein getaufte Flugzeug fertiggestellt. Sein Konstrukteur flog damit 1931 über 72 Minuten lang – pfälzischer Rekord. Im gleichen Jahr erhielt Alois Palm als erster Pilot in der Pfalz den amtlichen C-Schein für eine Gesamtflugzeit von über drei Stunden.
1935 konnte das dritte selbstgebaute Flugzeug, ein auf den Namen Westmark getauftes Grunau Baby, in Dienst gestellt werden. Als Höhepunkt der Vereinsgeschichte der damaligen Zeit ist nachzulesen, dass der Fluglehrer Karl Kirschbaum 1936 als erster über der Stadt Landstuhl und der Burg Nanstein kreisen konnte.
Die politische Veränderung im Deutschen Reich führte bald zur Auflösung des Vereins. Im Vereinsregister ist vom 30. April 1937 folgender Vermerk zu finden: Der Verein ist durch Erlaß des Führers vom 17.4.1937 aufgelöst.

### Kriegsjahre
Mitglieder und Flugzeuge wurden nach der Auflösung des Vereins in staatliche Organisationen überführt, in denen das Segelfliegen vor allem für die jugendlichen Mitglieder bis in das letzte Kriegsjahr möglich war, allerdings nur unter dem Zeichen vormilitärischer Ausbildung.

### Nachkriegsgeschichte
13 Jahre nach seiner Auflösung, am 13. Oktober 1950, wurde der Verein von seinen ehemaligen Mitgliedern wieder zu neuem Leben erweckt. Unter den ersten Vorsitzenden Alois Palm und Edmund Ulrich scheiterte jedoch der Bau eines neuen Schulgleiters SG 38, wodurch der Verein erneut vor der Auflösung stand, diesmal jedoch durch sich selbst.
Nur wenige Mitglieder, so ist in der Chronik zu lesen, wagten 1954 einen Neubeginn. Alois Palm wurde schon damals zum Ehrenvorsitzenden gewählt, Edmund Ulrich zum ersten und geschäftsführenden Vorsitzenden. Unter dessen Initiative wurden große Pläne gefasst und verwirklicht.
Innerhalb der ersten zwei Jahre entstanden von 1954 bis 1956 ein doppelsitziges Schulflugzeug vom Typ Rhönlerche und eine Startwinde mit automatischem Getriebe. Zur gleichen Zeit wurden die Mitglieder auf dem Flugplatz Sobernheim im Windenhochstart geschult.
Ende der sechziger Jahre wurden die Rhönlerche und der Spatz gegen eine K 7 und eine SF 26 ersetzt. Zu dieser Zeit gründeten sich ebenfalls erste Haltergemeinschaften für private Flugzeuge.
Im Jahr 1972 ging die Bindung zur Stadt Landstuhl gänzlich verloren, als die Werkstatträume des Vereins im Keller des Rathauses geräumt werden mussten. Seit diesem Zeitpunkt findet das Vereinsleben ausschließlich in Eßweiler statt. 2003 richtete der Verein, ein Jahr bevor der Name in LSV Eßweiler umbenannt wurde, noch einmal den rheinland-pfälzischen Segelfliegertag in der ehemaligen Heimatstadt aus.

### Namensänderung
Vom Tag der Gründung des Vereins war die Stadt Landstuhl fester Bestandteil des Vereinsnamens. Obwohl der Luftsportverein in Landstuhl niemals einen Flugplatz betrieben hatte, sich die fliegerischen Aktivitäten schon seit 1963 ausschließlich auf Eßweiler beschränkten und 1972 die Werkstatt in Landstuhl geräumt werden musste, wurde der Vereinsname erst im Jahr 2004 geändert.
In der Jahreshauptversammlung 2004 kam es zu heftigen Diskussionen über das Vorhaben. Selbst nach über 40 Jahren in Eßweiler konnte keine endgültige Einigung erzielt werden, so dass zwar der Name nun Luftsportverein Eßweiler lautet und verwendet wird, jedoch im Vereinsregister der Zusatz „vormals Landstuhl“ hinzugefügt wurde. Der offizielle Name des Vereins lautet nun Luftsportverein Eßweiler (vorm. Landstuhl) e. V. Dies führte sogar dazu, dass Mitglieder unter Protest den Verein verließen, da sie die Traditionen des Vereins verletzt sahen.

### Vereinslogo
Im Laufe der Jahrzehnte hatte der heutige Luftsportverein Eßweiler mehrere Namen und mehrere Logos. So versuchte man zu Beginn den Bezug zur Stadt Landstuhl hervorzuheben, in dem man, in einem gemalten Logo, ein Segelflugzeug vor der Burg Nanstein darstellte. Nach dem Umzug auf den Flugplatz Eßweiler und die Räumung der Werkstatt in Landstuhl ging allmählich der Bezug zu Landstuhl verloren, somit auch die Identifizierung mit dem bisherigen Logo.
Aus den Vereinsunterlagen jener Zeit geht hervor, dass sich die Mitglieder intensiv um ein neues Logo gekümmert haben, jedoch konnte man sich offensichtlich nicht auf einen Entwurf einigen. Somit wurde, wohl der Einfachheit halber, als neues Logo das weitverbreitete Segelfluglogo mit dem Text Luftsportverein Landstuhl benutzt. Das Logo wurde auch nach der Namensänderung weiterhin, nun mit dem Text Luftsportverein Essweiler, bis zur Einführung des aktuellen Logos genutzt.
Erst im Jahr 2004 wurde der Verein von Luftsportverein Landstuhl in Luftsportverein Eßweiler umbenannt. Dieser Anlass wurde genutzt, um ein neues, druckfähiges Logo entwerfen zu lassen. Auf der Jahreshauptversammlung am 10. März 2005 wurde das neue Logo einstimmig angenommen und ist seitdem das offizielle Logo des LSV Eßweiler.

## Flugplätze

### Pottschütt Pirmasens (EDRP)
Nach dem Neubeginn 1954 wurde zusammen mit dem Aero-Club Pirmasens nach einem geeigneten Segelfluggelände für den Verein gesucht. Schließlich konnte auf der Pottschütthöhe bei Massweiler (Pirmasens) ein geeignetes Gelände entdeckt werden. Durch Unterstützung der amerikanischen 12. Luftflotte aus der nahegelegenen Ramstein Air Base in Ramstein konnte das Gelände eingeebnet und erschlossen werden.
Der Luftsportverein Landstuhl nutzte den neuen Flugplatz Pirmasens nur bis 1963. 1961 wurde aufgrund des zunehmenden Motorflugs beschlossen, auf das zuvor entdeckte Gelände am Westhang des Königsbergs bei Eßweiler auszuweichen und dort einen Segelflugplatz zu errichten.

### Flugplatz Eßweiler
Nach dem Beschluss in Eßweiler, einen Flugplatz zu bauen, wurden von der Gemeinde fünf Hektar Waldfläche erworben. Durch Zuschüsse des Sportbundes Pfalz konnte der Verein nach und nach mehr Wald- und Wiesenflächen hinzukaufen.
Das Roden und Planieren des Platzes wurde, wie schon in Rieschweiler, von den LSU Einheiten der Air Base Ramstein ausgeführt. 1963 war der Rohbau des Platzes vollendet und der Verein zog von der Pottschütt nach Eßweiler um. Am 18. Juli 1963 wurde der erste Start auf dem neuen Flugplatz durchgeführt.
Anfangs wurde eine Scheune im Dorf gemietet, in der die Winde und die Flugzeuge untergestellt wurden. 1965 wurde auf dem Flugplatzgelände eine kleine provisorische Flugzeughalle sowie ein Vereinsheim gebaut. 1967 wurde mit dem Bau einer 330 m² großen Flugzeughalle begonnen, die 1969 in Betrieb genommen werden konnte.
Im Jahr 1973 wurde auf dem Flugplatz eine Baracke errichtet. Dieses aus Militärbeständen stammende Gebäude war mit einer Küche, Aufenthaltsräumen, Büro und Werkstatt eingerichtet und diente als Ersatz für die in Landstuhl ein Jahr zuvor verlassenen Räume. Da der Unterhalt dieser Baracke mit den Jahren immer intensiver wurde, wurde sie im Jahr 2021 abgerissen. An gleicher Stelle wurde 2022, zum größten Teil in Eigenleistung, ein neues Vereinsheim errichtet.
1979 wurde die Platzzulassung auf Motorsegler erweitert. Mittlerweile ist der Flugplatz für Segelflug, Motorsegler, UL und Motorflugzeuge mit Schleppkupplung zugelassen.
Im Laufe der achtziger Jahre (1980 und 1985) wurden zwei weitere Hallen von je 15 × 30 m gebaut, um die Menge an Flugzeugen unterbringen zu können. Das Privatgelände des LSV Eßweiler ist mittlerweile auf 13 Hektar angewachsen.
Im Jahr 2000 wurde als letzte Baumaßnahme ein Wirtschaftsweg, der den Flugplatz am Westende überquerte um den Platz herum verlegt.

## Flugzeuge
Im Laufe der Vereinsgeschichte waren viele verschiedene, sowohl vereinseigene als auch private, Flugzeuge am Platz stationiert. Eine Liste mit allen Flugzeugen, die in Eßweiler stationiert waren, wird zurzeit erarbeitet. Diese Aufzählung der Flugzeuge beschränkt sich daher auf aktuell am Platz stationierte.
| Vereinsflugzeuge                                                                                               | Privatflugzeuge |   |
| --- | --- | - |
| - 1 × ASK 21 - 1 × Schleicher ASW 15b - 1 × Astir CS - 1 × Standard Cirrus - 1 × Samburo AV-R 68 (Motorsegler) | - 1 × Phoebus - 1 × FK9 (Ultraleichtflugzeug) - 1 × Dimona (Motorsegler) - 2 × ASW 20 - 1 × Scheibe SF25C Falke (Motorsegler) | - |

## Ausbildung
Wie bei der Mehrheit der Luftsportvereine üblich, bietet der LSV Eßweiler die Möglichkeit innerhalb des Vereins eine Flugausbildung in theoretischer und praktischer Form zu absolvieren. Der Verein bietet Schulungen für die Luftfahrerscheine SPL, Motorsegler (TMG) und Ultraleicht an.

## Mitglieder

### Aktuelle Vorstandschaft
1. Vorsitzender: Henrik „Hennes“ Heinz · 2. Vorsitzender: Peter Hüthig· Schriftführer: Rainer Haubeil · Kassierer: Sebastian Schick · Beisitzer:  Lukas Eichel, Yves Nekola, Heinz Werno

### Funktionäre
| Fluglehrer | Vereinsvorsitzende | Ehrenvorsitzende         | Ehrenmitglieder |  |
| --- | --- | ------------------------ | --- |  |
| - 1932–1937 Karl Kirschbaum - 1957–1963 Albert Palm - 1964–1978 Siegfried Heinlein - 1964–1990 Walter Jaroschek - 1975–2017 Manfred Schmidt - 1989–2003 Olaf Radolak - seit 1991 Klaus Boller - seit 1993 Thomas Clodius - 1995–2009; seit 2015 Markus Gutmann - 1998–2013 Timo Stöven - seit 2010 Manfred Steiner - seit 2009–2013 Olaf Schiwek - seit 2014 Sebastian Schick - seit 2019 Wolfgang Zeyen | - 1928–1937 Edmund Ulrich - 1950–1954 Alois Palm - 1954–1965 Edmund Ulrich - 1965–1967 Franz Hoffmann - 1967–1969 Siegfried Heinlein - 1969–1983 Karl Dahl - 1983–2001 Manfred Schmidt - 2001–2002 Eckhard Schappert - 2002–2005 Rainer Haubeil - 2005–2010 Harry Keidel - 2011–2012 Marco Creutz - seit 2012 Henrik Heinz | - Alois Palm - Karl Dahl | - Peter Schuff - Harry Myers - George Bromley - Teuto Werner - Lutz Beindorf - Kurt Rheinheimer - Siegfried Heinlein |  |

## Unfälle am Platz
- 5. Juni 1990: Nachdem erst der dritte Windenstart an diesem Tag für den Piloten Theo Schappert aus Rutsweiler erfolgreich war, kehrte er am Abend nicht an den Flugplatz zurück. Über dem Ort Teschenmoschel, am Donnersberg, wurde sein Flugzeug von einer F-16 gestreift und stürzte ab. Der Pilot war sofort tot. Die Ursache für diesen Unfall wurde niemals aufgeklärt.

## Trivia
- Der aus Landstuhl stammende Ingenieur Helmut Hoffmann, ehemaliger Technik-Geschäftsführer der Vodafone D2 GmbH, jetzt geschäftsführender Manager Global Networks der Vodafone Group, ist bereits seit seiner frühsten Kindheit Mitglied im LSV Eßweiler und wohl das prominenteste Mitglied des Vereins. Bereits sein Vater war als Vorsitzender im Verein aktiv, bevor er bei einem Flugzeugabsturz ums Leben kam.

## Termine
- Flugplatzfest am letzten Wochenende im August
- Sommerwend fliegen
- Teilnehmer am Sommerferienprogramm der VGM Wolfstein & Ramstein-M.
- Sommerfluglager

## LSV im Fernsehen
- Hierzuland in Eßweiler (SWR, Februar 2006)